# Losyové z Losinthalu
Losyové z Losinthalu (německy Losy von Losinthal, někdy též z Losimthalu / von Losimthal) byli hraběcí rod původem z Jižního Tyrolska, možná však také z kantonu Graubünden ve Švýcarsku. Zakladatel Jan Antonín starší Losy z Losinthalu české větve rodu se usadil v Českém království v roce 1628. Na českém území vlastnil rod řadu statků především v okolí Strakonic.

## Historie rodu

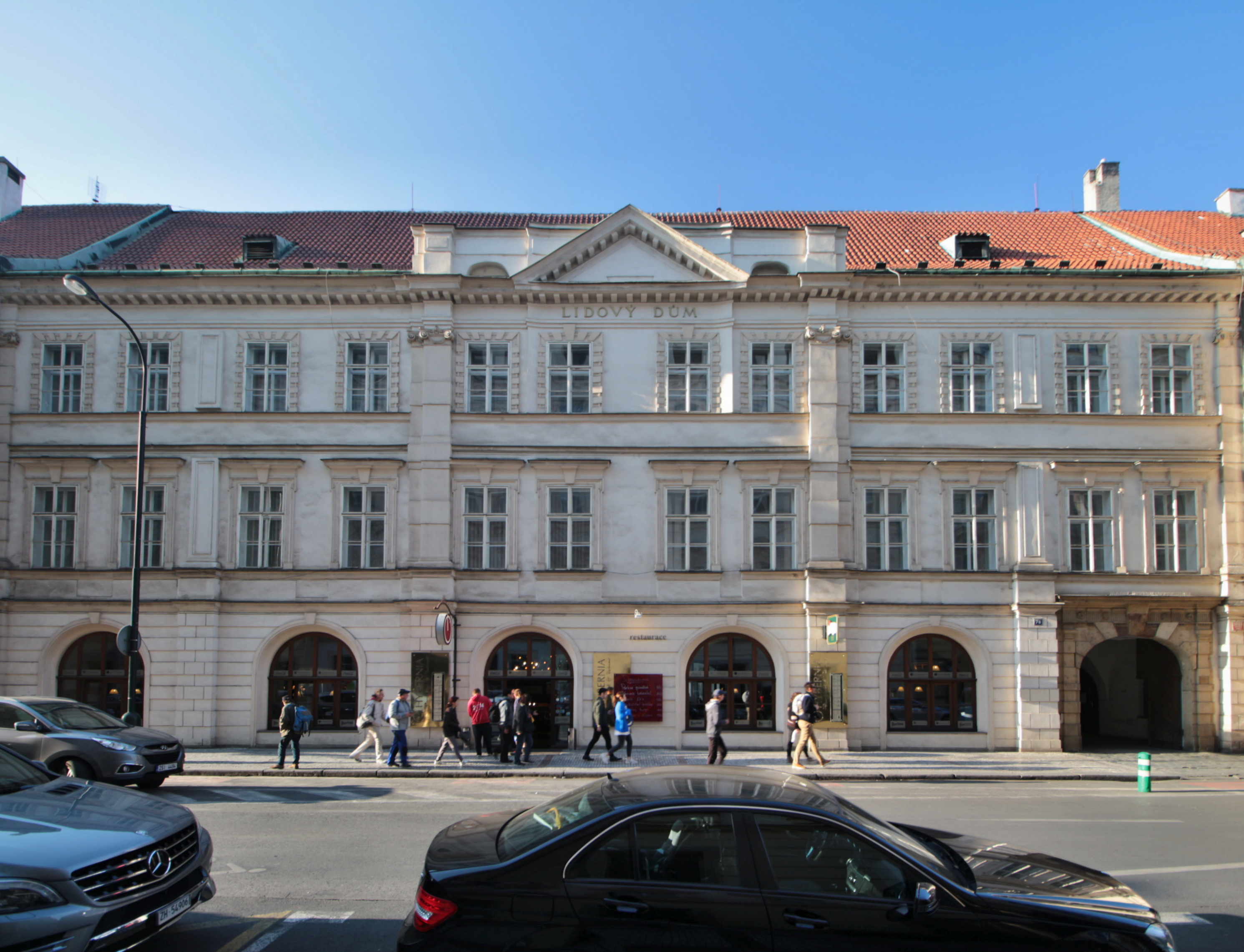
Losyovský palác (dnes Lidový dům) v Hybernské ulici v Praze

### Původ rodu
Losyové (psali se také Logi, či Losi) pocházeli z Jižního Tyrolska odkud přišel Johann Anton Losi na začátku 17. století do Čech, kde působil v císařských službách. Jeho rodiči byli Thomas Losy de Losis a matka s predikátem de Mora (de Rubielos) neznámého jména. Podle jiných zdrojů Losiové de Losis údajně pocházeli ze švýcarského šlechtického rod z Poschiavo v kantonu Graubünden nebo z Piuro poblíž Chiavenny.

### Osobnosti rodu

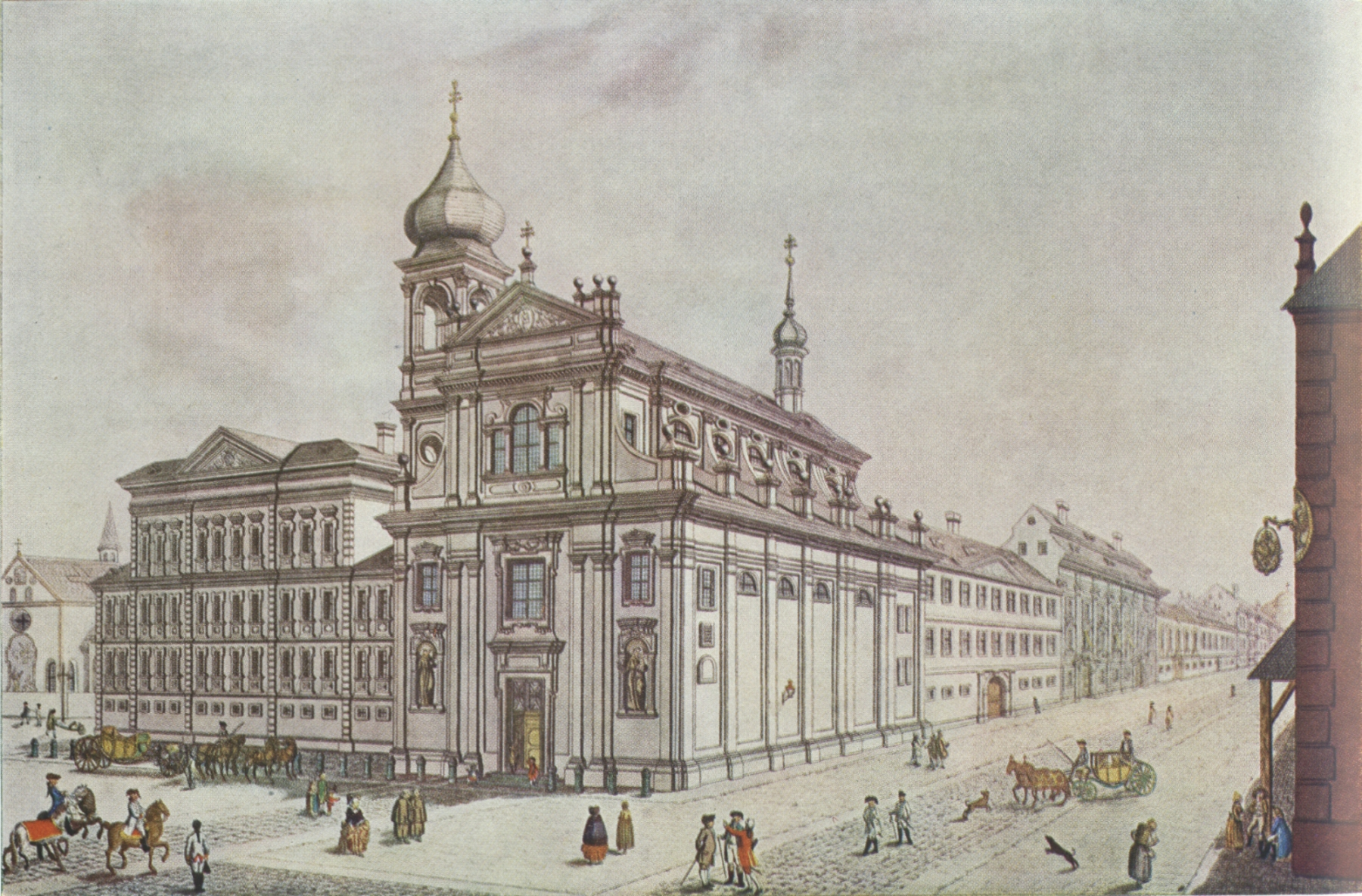
Klášter irských františkánů - hybernů v Praze, místo posledního odpočinku Jana Antonína staršího a dalších členů rodu.

Prvním z rodu trvale žijícím v Čechách byl Jan Antonín Losy, narozený kolem roku 1600. Jeho rodiči byli Thomas von Losy a jeho manželka z rodu von Mora. V roce 1643 se ve Vídni oženil s Annou Konstancií Kollerovou.
Díky jeho působení v Čechách po bitvě na Bílé hoře byla vytvořena majetková základna rodu, když navíc roku 1647 získal inkolát v Čechách. V roce 1648, během obléhání Prahy Švédy za třicetileté války se v hodnosti hejtmana účastnil s pěti sty mužů obrany města a údajně také poskytl finanční prostředky k nákupu vojenského materiálu. V témže roce za své zásluhy získal od císaře panství Štěkeň a byl povýšen do českého a říšského panského stavu. Později zakoupil ještě další panství Ctěnice, Řepici, Sluhy, Vintířov a Tachov, z nichž vytvořil rodový fideikomis. Do hraběcího stavu byl povýšen v roce 1655.
Mezi nejvýznamnější členy rodu patří syn Jana Antonína, hudebník Jan Antonín Losy mladší z Losinthalu, narozený kolem roku 1650.
Kromě Jana Antonína mladšího měl pár ještě další potomky: Jakobínu, později provdanou za Thomase Palazina, a Jana Křtitele Losyho, který byl zřejmě zakladatelem rytířské větve rodu Losyů, kteří se psali z Losenau.
Posledním mužským členem rodu byl Adam Filip Losy z Losinthalu, který zemřel bezdětný ve Vídni v roce 1781. Jeho vdova Marie Ernestina, rozená hraběnka Fuchsová z Bimbachu († 1782) za částku 250 tisíc zlatých a roční důchod ve výši 36 tisíc zlatých postoupila rodový fideikomis (Tachov, Štěkeň a Vintířov) Josefu Mikulášovi z Windisch-Grätze.

## Erb
Erb rodu tvořil štít čtvrcený na čtyři pole: 1. modré pole s labutí stojící na zeleném pahorku se zlatou hvězdou v zobáku, 2. černé pole s kulatou stříbrnou věží, z jejíhož levého okna je natažená ruka držící strom, 3. stříbrné pole se třemi kosými břevny v modré barvě a 4. zlaté pole s černou korunovanou orlicí. Nad štítem jsou dvě přilby, levá s modro-stříbrnými a pravá s černo-zlatými přikryvadly a nad nimi stojí labuť a orlice ve stejných barvách, jako na štítu.
Jan Antonín Losy společně si s nabytým ikolátem směl polepšit rodový znak o srdeční štítek a znamení z erbu své matky. Srdeční štítek by nesl iniciály císaře Ferdinanda III. F III v červeném poli, korunovaný císařskou korunou a vavřínovým věncem.

## Příbuzenství
Losyové z Losinthalu se spojili s dalšími rody, např. s Pachty z Rájova, Šporky, Zeidlery, Bredy, Strassoldy, Fuchsy z Bimbachu ad.